# Somos Lajos
Somos Lajos (Pusztaterem, 1904. június 1. – Eger, 1988. november 2.) pedagógus, az Egri Érseki Tanítóképző utolsó igazgatója, majd a Ho Shi Minh Tanárképző Főiskola tanára. Eredetileg Svanczara Lajosnak hívták.

## Pályája
Szülei Kvasovski Mária bábasszony és Svanczara Pál számadó juhász voltak. Hat testvére volt, mind fiúk. Az elemi iskola után nyírbátori algimnáziumba került, de tanulási problémák magántanulóként végezte otthon a 6-7. osztályt. Behozva a lemaradását, az utolsó évet ismét Nyírbátorban végezhette el. Beiratkozott a debreceni Tisza István Tudományegyetem jogi karára, de egy év után átiratkozott a magyar-német szakra, ahol Pápay József oktatta. A Debreceni Református Kollégium lakója volt, ide Láng Nándor segítette be a katolikus fiút. Az egyetem elvégzése (1929) után a Debreceni piarista gimnáziumba került helyettes tanárnak. Itt azonban csak egy tanévet töltött, ugyanis 1930-ban az Egri Érseki Tanítóképzőben Breznay Imre nyelvész nyugalomba vonult, Somos pedig sikerrel pályázta meg a megüresedett pozíciót. Itt is helyettes tanár volt a kezdeti időkben. 1936-ig magyar és német nyelven kívül mennyiségtant is oktatott, irodalmi önképzőkört is vezetett. 1935-1936-ban a szegedi egyetemen tanítóképző-intézeti tanári képesítést is megszerezte. Ezután lélektani és az iskolák szervezéséről szóló ismereteket tanított, időhiány miatt az önképzőköri feladataitól meg kellett válnia. 1938-tól az Intézet igazgatója lett és az is maradt az Intézet bezárásáig. 1945-ben belépett a Kisgazdapártba. Majd az Egri Állami Tanítóképző Intézet igazgatói feladatait is ellátta 1949-ig, ekkor lemondott pozíciójáról, és tanárként folytatta munkáját. 1959-ben megszüntették az Állami Tanítóképző Intézetet is, amelynek helyén megalakult - váltakozó elnevezésekkel - a Gárdonyi Géza Gimnázium. A korábbi érseki, majd állami tanítóképző tanárai közül többen, különböző időben átmentek a - szintén váltakozó nevű - tanárképző főiskolára, így Somos Lajos is, melynek 1963-1966 között igazgató-helyettese is volt. (A tanárképző főiskola 1948-ban alakult Debrecenben, s egy év után jött át Egerbe, ahol a Líceum épületében helyezték el 1949 szeptemberében, miután az államosított, volt érseki tanítóképzőt kiköltöztették a korábbi ciszterci gimnázium épületébe. Tehát egy eléggé elterjedt tévhittel ellentétben, a főiskola nem a tanítóképző jogutódja, a két intézmény 1949 és 1959 között párhuzamosan működött Egerben, a tanítóképző középfokú, a főiskola felsőfokú oktatási intézmény volt.) 1967-ben vonult nyugállományba. 1988 november elsején hunyt el, az egri Hatvani temetőbe temették.

## Családja
Felesége Szalay Jolán, szintén pedagógus. Három gyermekük született: Mária (1934), Ida (1937) és Béla (1944).

## Legfontosabb díjai
- Közoktatásügy Kiváló Dolgozója (1953)
- Munkaérdemrend Ezüst Fokozata (1974)
- Megyei Tanács Közoktatási Díja (1977)
- Magyar Pedagógiai Társaság Aranyérme (1980)
- A szocialista kultúráért (?)
- A Magyar Békemozgalom arany fokozata (?)
- Comenius-emlékérem (?)

## Emlékezete
Az egri Líceumban emléktábla őrzi az emlékét, és a Somos Lajos-díjat is róla nevezték el.